# 新安寧斯基
50°31′N 42°40′E / 50.517°N 42.667°E
新安寧斯基（Новоа́ннинский）是俄羅斯伏爾加格勒州新安宁斯基区的一個城市。位於州府伏爾加格勒西北254公里的布魯祖克河畔。2002年人口20,922人。
1956年設市。